# The Story So Far: The Very Best of Rod Stewart
The Story So Far: The Very Best of Rod Stewart é a oitava compilação do cantor Rod Stewart, lançada a 8 de Janeiro de 2002.

## Faixas
1. "Maggie May" (Quittenton, Stewart) - 5:46
2. "Baby Jane" (Davis, Stewart) - 4:43
3. "Some Guys Have All the Luck" (Fortang) - 4:33
4. "Young Turks" (Appice, Hitchings, Savigar, Stewart) - 5:04
5. "Da Ya Think I'm Sexy?" (Appice, Stewart) - 5:31
6. "What Am I Gonna Do (I'm So in Love with You)" (Brock, Davis, Stewart) - 4:19
7. "Hot Legs" (Grainger, Stewart) - 5:15
8. "You Wear It Well" (Quittenton, Stewart) - 5:01
9. "Rhythm of My Heart" (Capek, Jordan) - 4:13
10. "Downtown Train" (Waits) - 4:39
11. "The Motown Song" (McNally) - 3:58
12. "This Old Heart of Mine (Is Weak for You)" (Dozier, Holland, Holland, Moy) - 4:11
13. "Tonight I'm Yours" (Cregan, Savigar, Stewart) - 4:12
14. "Ooh La La" (Lane, Wood) - 4:15
15. "I Can't Deny It" (Alexander, Nowels) - 3:44
16. "It Takes Two" (Moy, Stevenson) - 4:12
17. "Stay with Me" (Stewart, Wood) - 4:37
18. "Sailing" (Sutherland) - 4:38
19. "I Don't Want to Talk About It" (Whitten) - 4:49
20. "Have I Told You Lately That I Love You" (Morrison) - 3:59
21. "The First Cut Is the Deepest" (Stevens) - 4:31
22. "You're in My Heart (The Final Acclaim)" (Stewart) - 4:30
23. "All for Love" (Adams, Kamen, Lange) - 4:42
24. "Tonight's the Night (Gonna Be Alright)" (Stewart) - 3:56
25. "Every Beat of My Heart" (Savigar, Stewart) - 5:21
26. "Tom Traubert's Blues (Waltzing Matilda)" (Waits) - 6:12
27. "Don't Come Around Here" (Barry, Joyce, Taylor, Thomas) - 3:50
28. "The Killing of Georgie, Pts. 1 & 2" (Stewart) - 6:29
29. "Love Touch" (Black, Chapman, Knight) - 4:03
30. "I Was Only Joking" (Grainger, Stewart) - 6:07
31. "Ruby Tuesday" (Jagger, Richards) - 4:05
32. "In a Broken Dream" (Bentley) - 3:40
33. "Reason to Believe" (Hardin) - 3:53
34. "In My Life" (Lennon, McCartney) - 1:58